# ImageCD
Die ImageCD ist eine ISO 9660-konforme CD-ROM nach dem Yellow Book-Standard und dient zur digitalen Archivierung von Fotografien. Sie wird ausschließlich als Zusatzleistung bei der Entwicklung von Kleinbild- oder APS-Filmen angeboten.

## Allgemein
Die ImageCD stellt eine Alternative zur bekannten Kodak Picture CD oder Fujicolor CD dar und wendet sich an Amateurfotografen. Hersteller ist die CeWe Color AG. Die digitalisierten Fotografien werden auf der Compact Disc mit 8 Bit pro Farbkanal im verlustbehafteten JPEG-Format gespeichert. Die Bilder vom Kleinbildfilm liegen in einer Auflösung von 1536 × 1024 Pixeln und beim APS-Film mit 1536 × 864 Pixeln vor. Gespeichert werden die Bilddateien im Verzeichnis „Roll“. Auf einer ImageCD lässt sich jeweils immer nur ein Negativfilm archivieren.

## Ausstattung
Um die Zuordnung zwischen dem Film und der zugehörigen ImageCD zu gewährleisten, wird neben dem Entwicklungsdatum auch die Seriennummer des Films auf der CD abgedruckt.
Außer den Fotografien befinden sich noch rudimentäre Programme für Windows und Macintosh zur Sichtung, Präsentation, Bildbearbeitung und Erzeugung von Bildschirmschonern auf der CD-ROM.